# بری اینگام
بری اینگام (انگلیسی: Barrie Ingham; ۱۰ فوریهٔ ۱۹۳۲ – ۲۳ ژانویهٔ ۲۰۱۵) هنرپیشه و صداپیشه اهل انگلستان بود.
 وی بین سال‌های ۱۹۶۰ تا ۲۰۰۵ میلادی فعالیت می‌کرد.